# Communauté internationale

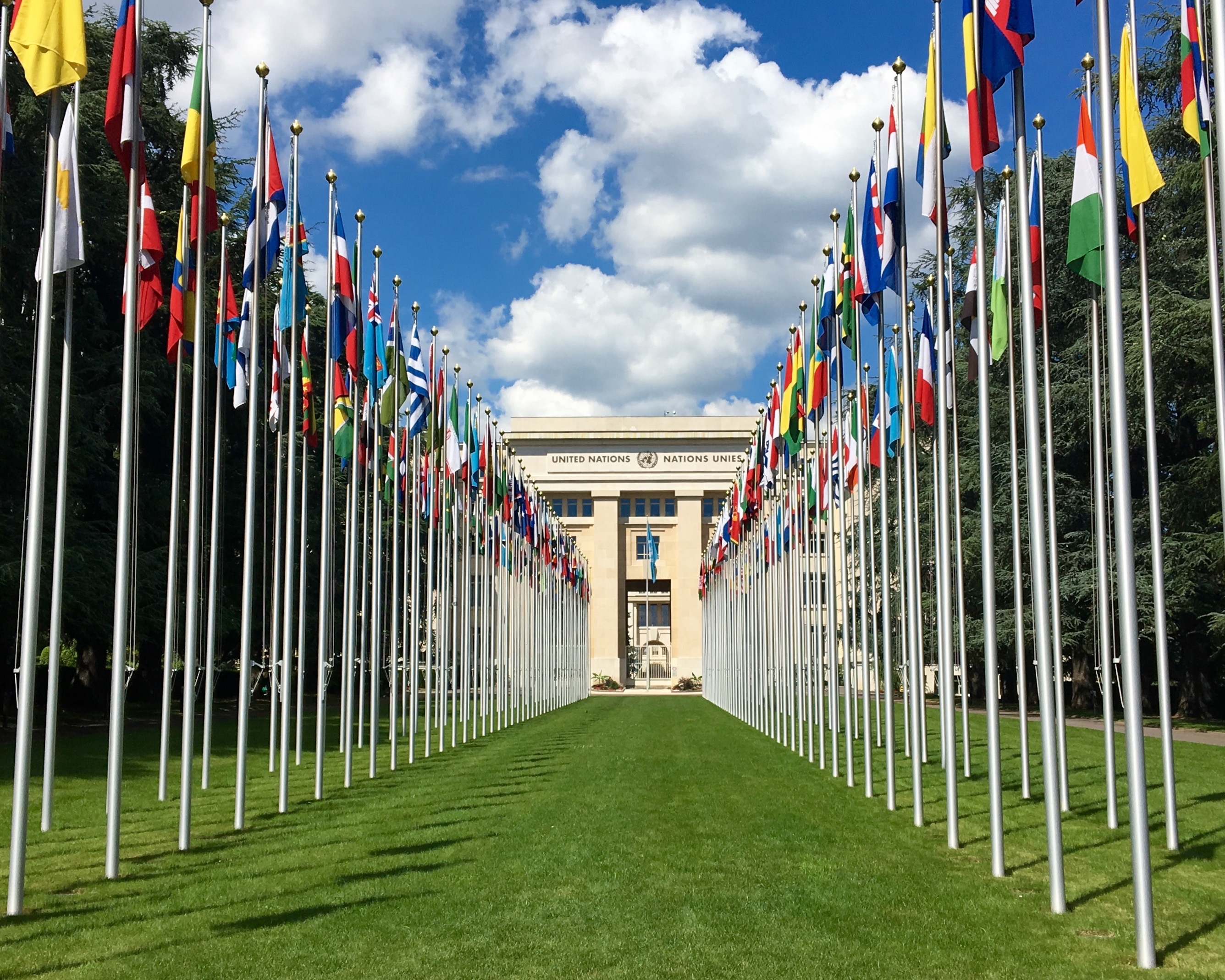
Entrée vers le palais des Nations, siège de l'ONU à Genève.

Le terme de communauté internationale est une expression politique désignant de façon imprécise un ensemble d'États influents en matière de politique internationale. Il peut désigner :
- les États membres de l'Organisation des Nations unies (c'est-à-dire tous les pays représentés à l'Assemblée générale) ce qui représente la quasi-totalité de la planète, à quelques exceptions près ;
- les seuls États membres du Conseil de sécurité des Nations unies (ou, plus précisément, les cinq membres permanents) ;
- les « groupes », partenariats entre pays militairement ou économiquement puissants, tels que les pays de l'OTAN ou du G7 ou du G20, sans lien avec l'ONU.
- les États-Unis et ses États clients[2].

## Usage
Outre son utilisation en tant que descripteur général, le terme est généralement utilisé pour impliquer l'existence d'un point de vue commun sur des questions telles que les droits de l'homme, Il est parfois utilisé pour demander que des mesures soient prises contre un ennemi, par exemple, une action contre ce qui est perçu comme une répression politique dans un pays cible. Le terme est également couramment utilisé pour impliquer la légitimité et le consensus d'un point de vue sur une question controversée,, par exemple, pour renforcer la crédibilité d'une résolution majoritaire décidée par l'Assemblée générale des Nations unies,.

## Critique
Cette expression est souvent employée par les médias. En fait, elle n'a de sens que quand les pays du monde s'expriment massivement sur un sujet. Il n'existe pas de ligne précise définissant à partir de quel moment il y a intervention de la communauté internationale dans une affaire locale. De plus, le nombre de pays n'est pas un critère suffisant, l'expression sous-entendant que les pays se mêlant de l'affaire représentent un poids important dans la politique internationale. De même, la question de la reconnaissance par la communauté internationale de l'indépendance d'un État n'est pas très précise, puisque souvent un État cherchant à établir son indépendance est reconnu ou non suivant les intérêts politiques des autres États.
On rencontre souvent l'expression « la communauté internationale est divisée » quand des blocs ou pays importants s'expriment en sens contraire dans une affaire internationale (tel l'avis mitigé sur la guerre en Irak). En fait, on peut parler de division de la communauté internationale quand les pays les plus influents tels que les États-Unis, la Russie ou la Chine s'opposent au reste de l'Organisation des Nations unies.
Pour le linguiste et philosophe américain Noam Chomsky, l'utilisation politique de l'expression communauté internationale est généralement contraire à son sens littéral. Bien que ce terme semble désigner de façon approximative les États membres de l'ONU, il désigne le plus souvent uniquement la position des États-Unis et de ses États clients. Il remarque : « Lorsque le terme communauté internationale est utilisé en Occident, la communauté internationale désigne les États-Unis et quiconque va dans son sens. Si le monde, la majorité du monde, s'oppose, ils ne font juste pas partie de la communauté internationale ».
Selon le juriste de la Cour pénale internationale Victor P. Tsilonis (en), il s'agit des « intérêts des États les plus puissants » ou de « sept à dix États ».
Le président du Tribunal international du droit de la mer Paik Jin-hyun (en) et les auteurs Lee Seokwoo (en) et Kevin Tan soutiennent qu'il pourrait s'agir d'une « vingtaine d'États riches », en donnant l'exemple de ceux qui ne sont pas membres du Mouvement des non-alignés, tandis que le professeur Peter Burnell de l'université de Warwick suggère qu'un certain nombre d'États très importants, tels que la Chine, la Russie et les pays du monde arabe sont souvent éloignés du concept de « communauté internationale » et n'approuvent pas nécessairement toutes les initiatives qui y sont associées, par exemple en s'abstenant de voter sur des résolutions clés du Conseil de sécurité des Nations unies.

## Valeur juridique
La valeur juridique de cette notion politique est discutée :
- les approches pluralistes[11] et réalistes du droit international (comme Kenneth Waltz) tendent à considérer les différents ordres juridiques comme antagonistes et rivaux et à concevoir la communauté internationale comme un concept inutile et dénué de sens ;
- d'autres approches, davantage constitutionnalistes[12], insistent au contraire sur l'universalisme de certaines valeurs, le cosmopolitisme ou/et le multilatéralisme et tendent à penser la communauté internationale comme horizon régulateur possible du droit.

## Approches sociologiques
La notion de communauté internationale a été interrogée par la sociologie pragmatique à propos notamment des instances juridiques ou morales invoquées par les mobilisations internationales.